# Супер Регбі
Супер Регбі — найбільший та найвідоміший професійний регбійний чемпіонат у південній півкулі. В рамках чемпіонату змагаються регбійні клуби (франшизи) з Австралії, Нової Зеландії, Південної Африки, Аргентини та Японії. Змагання в рамках Супер Регбі стартували 1996 року. 
Організацією, що проводить змагання є SANZAR - конфедерація регбійних союзів країн-учасників. Попередня назва змагань була Super-14 - від числа клубів-учасників першості. А починалося все з 10 клубів (як Super-10), пізніше клубів стало 12 (Super-12).

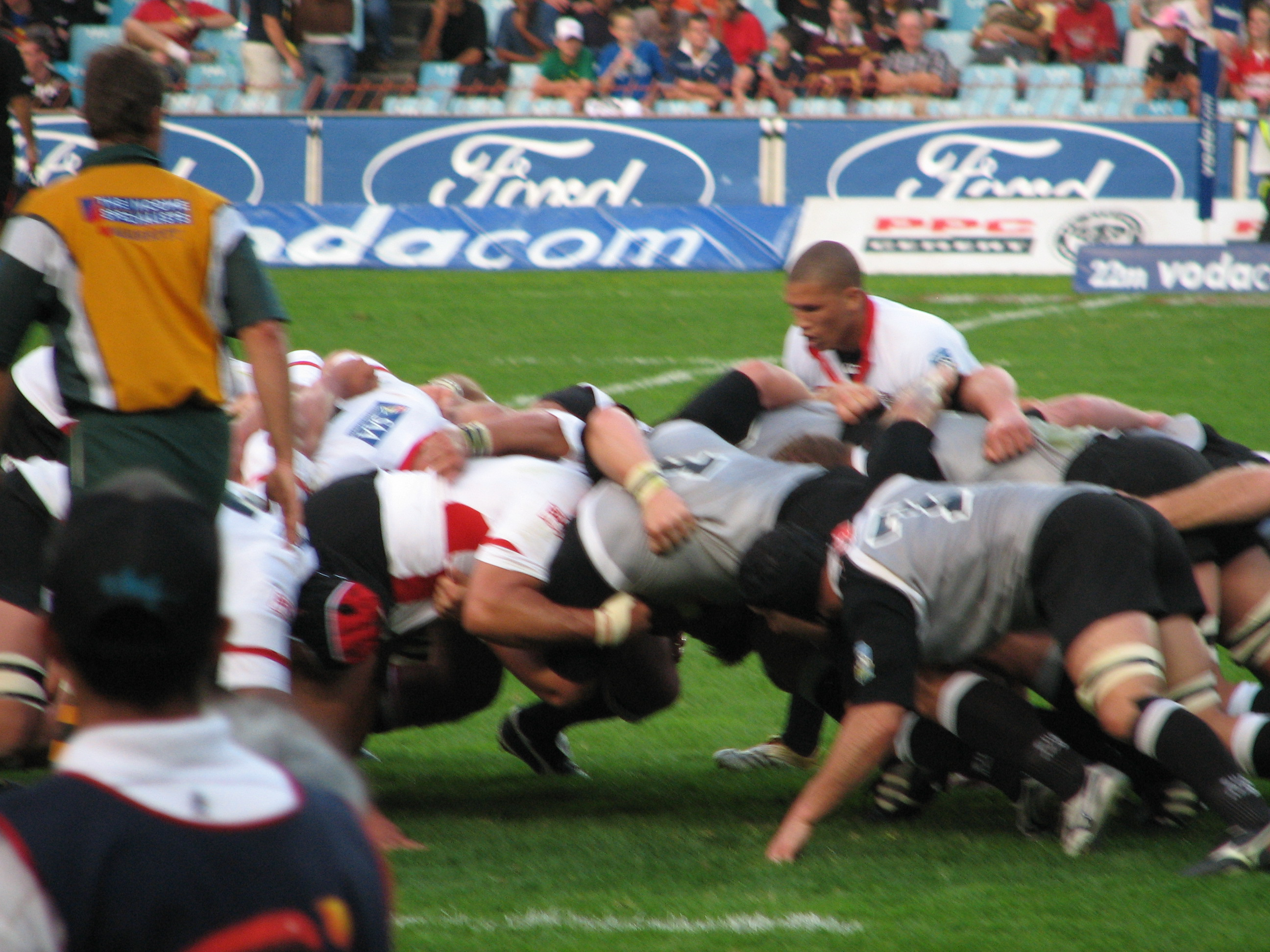
«Коти» (нині — «Леви») проводять матч з «Акулами»

## Команди
З сезону 2011 року число команд збільшено до 15 — по 5 від кожної з країн-учасників. 15-м учасником став Мельбурн Ребелз.
| Команди         |                 |                                                      |                                                                    |
| Країна          | Команда         | Місто/Регіон                                         | Стадіон(и) (Місткість)                                             |
| Австралія       | Брамбіз         | Австралійська столична територія                     | Канберра Стадіон (25 011)                                          |
| Австралія       | Варатас         | Новий Південний Уельс                                | ANZ Стадіон (83 500) Сіднейський футбольний стадіон (45 500)       |
| Австралія       | Редз            | Квінсленд                                            | Санкорп Стадіон (52 500)                                           |
| Австралія       | Вестерн Форс    | Західна Австралія                                    | Перт Овал (20 500)                                                 |
| Австралія       | Мельбурн Ребелс | Вікторія                                             | AAMI Парк (30 050)                                                 |
| Нова Зеландія   | Блуз            | Окленд, Норт Харбор, Нортленд.                       | Еден Парк (50 000) Норт Харбор Стадіон (25 000)                    |
| Нова Зеландія   | Чіфс            | Бей-оф-Пленті, Каунтіз Манукау, Кінг Кантрі, Ваїкато | Бейпарк Стадіон (19 800) Ваїкато Стадіон (25 800)                  |
| Нова Зеландія   | Крусейдерз      | Буллер, Тасман                                       | AMI Стадіон (38 628)                                               |
| Нова Зеландія   | Хайландерс      | Отаго                                                | Керісбрук (29 000) Квінстаун (19 000) Регбі Парк Стадіон (17 000)  |
| Нова Зеландія   | Харрікейнс      | Іст Кост, Гоукс Бей, Веллінгтон                      | FMG Стадіон (18 000) Маклін Парк (22 000) Вестпек Стедіум (34 500) |
| Південна Африка | Буллз           | Преторія                                             | Лофтус Версфелд Стадіон (51 762) Орландо Стадіон (40 000)          |
| Південна Африка | Чітас           | Блумфонтейн                                          | Фрі Стейт Стедіум (48 000) GWK Парк (18 000)                       |
| Південна Африка | Лайонз          | Йоганесбург                                          | Елліс Парк Стедіум (62 567) FNB Стадіон (94 736)                   |
| Південна Африка | Шаркс           | Дурбан                                               | Кінгс Парк Стедіум (55 000)                                        |
| Південна Африка | Стормерс        | Кейптаун                                             | Ньюлендс Стедіум (51 900) Кейптаун Стедіум (64 100)                |

### Зміни в 2016 та 2018 роках
Починаючи з 2018 року число команд було розширено до 18 — добавлено команди з Аргентини та Японії і ще одну з Південної Африки. Команди грали в чотирьох конференціях. Нова Зеландія та Австралія мали свої конференції, а Південна Африка — дві конференції, куди входили аргентиська та японська команди.
У сезоні 2018 року повернулися до формату з 15 командами — відпали дві південноафриканські та одна австралійська команда. Тепер команди учасниці були розбиті на три конференції: новозеладндську, австралійську, куди входила японська команда «Сонячні вовки», й південноафриканську, до якої входили «Ягуари» з Аргентини.

## Чемпіони

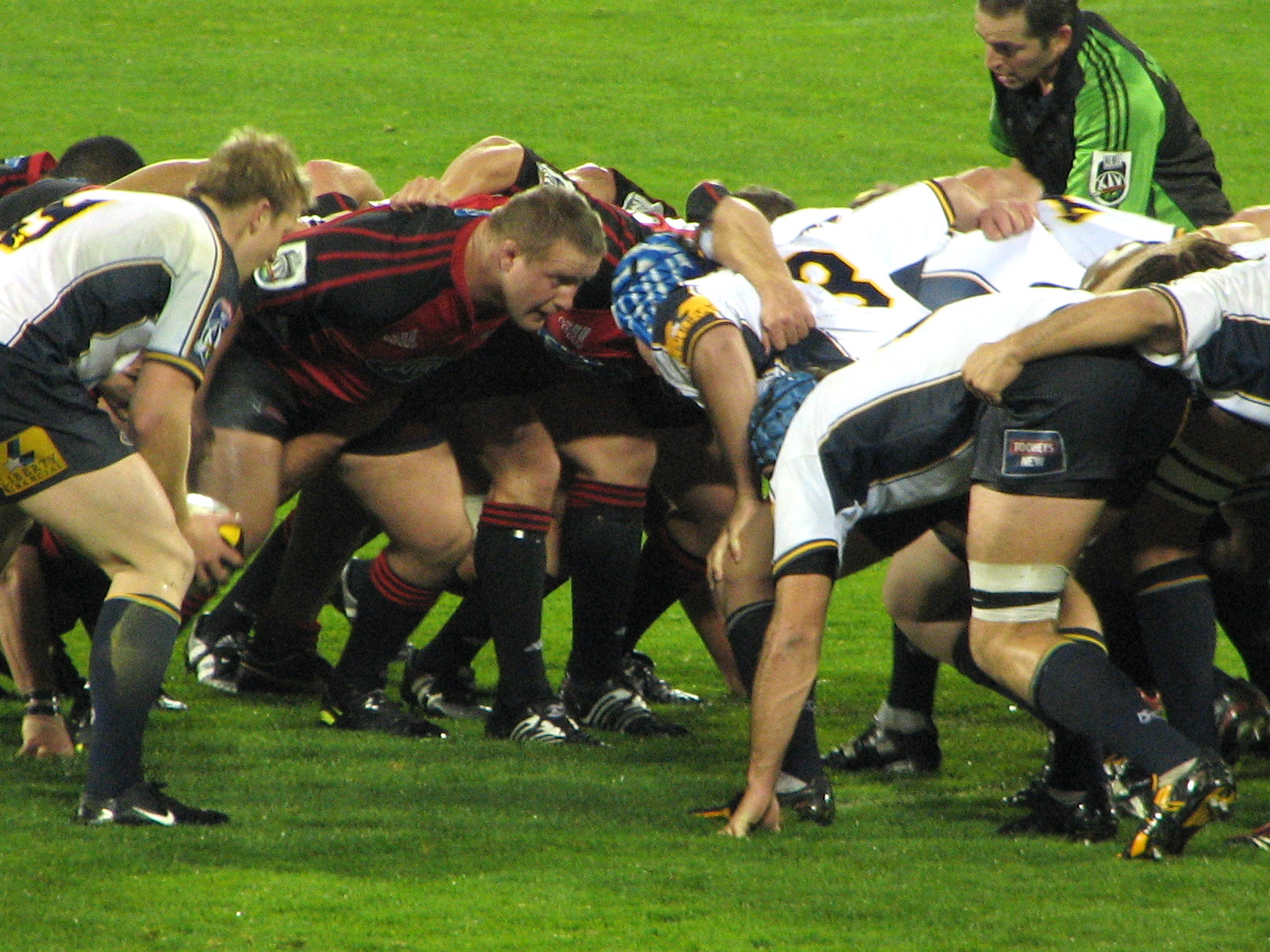
Матч Крусейдерз проти Гепардів у травні 2006

| Рік  | # Команди |            | Фінал   | Фінал       | Фінал          |                | Півфіналісти | Півфіналісти |
| Рік  | # Команди | Переможець | Рахунок | Друге місце | 1й півфіналіст | 2й півфіналіст |              |              |
| 1996 | 12        | Сині       | 45 — 21 | Акули       | Червоні        | Бики           |              |              |
| 1997 | 12        | Сині       | 23 — 7  | Брамбіс     | Урагани        | Акули          |              |              |
| 1998 | 12        | Крусейдерз | 20 — 13 | Сині        | Акули          | Хайлендерс     |              |              |
| 1999 | 12        | Крусейдерз | 24 — 19 | Хайлендерс  | Червоні        | Стормерс       |              |              |
| 2000 | 12        | Крусейдерз | 20 — 19 | Брамбіс     | Хайлендерс     | Коти           |              |              |
| 2001 | 12        | Брамбіс    | 36 — 6  | Акули       | Коти           | Червоні        |              |              |
| 2002 | 12        | Крусейдерз | 31 — 13 | Брамбіс     | Варатас        | Хайлендерс     |              |              |
| 2003 | 12        | Сині       | 21 — 17 | Крусейдерз  | Урагани        | Брамбіс        |              |              |
| 2004 | 12        | Брамбіс    | 47 — 38 | Крусейдерз  | Стормерс       | Чіфс           |              |              |
| 2005 | 12        | Крусейдерз | 35 — 25 | Варатас     | Бики           | Харрікейнс     |              |              |
| 2006 | 14        | Крусейдерз | 19 — 12 | Харрікейнс  | Варатас        | Бики           |              |              |
| 2007 | 14        | Бики       | 20 — 19 | Акули       | Крусейдерз     | Сині           |              |              |
| 2008 | 14        | Крусейдерз | 20 — 12 | Варатас     | Акули          | Урагани        |              |              |
| 2009 | 14        | Бики       | 61 — 17 | Чіфс        | Урагани        | Крусейдерз     |              |              |
| 2010 | 14        | Бики       | 25 — 17 | Стормерс    | Крусейдерз     | Варатас        |              |              |
| 2011 | 15        | Червоні    | 18 — 13 | Крусейдерз  | Блюз           | Стормерс       |              |              |
| 2012 | 15        | Чіфс       | 37–6    | Акули       | Крусейдерз     | Стормерс       |              |              |
| 2013 | 15        | Чіфс       | 27–22   | Брамбіз     | Крусейдерз     | Бики           |              |              |
| 2014 | 15        | Варатас    | 33–32   | Крусейдерз  | Акули          | Брамбіз        |              |              |
| 2015 | 15        | Горці      | 21–14   | Урагани     | Варатас        | Брамбіз        |              |              |
| 2016 | 18        | Урагани    | 20–3    | Леви        | Чіфс           | Горці          |              |              |
| 2017 | 18        | Крусейдерз | 25–17   | Леви        | Чіфс           | Урагани        |              |              |
| 2018 | 15        | Крусейдерз | 37–18   | Леви        | Урагани        | Варатас        |              |              |
| 2019 | 15        | Крусейдерз | 19–3    | Ягуари      | Брамбіз        | Урагани        |              |              |

## Офіційні сайти
- Супер Регбі (міжнародний) [Архівовано 18 серпня 2011 у Wayback Machine.]
  - Супер Регбі (Австралія) [Архівовано 15 червня 2011 у Wayback Machine.]
    - Брамбіс[недоступне посилання з липня 2019]
    - Форс [Архівовано 20 серпня 2011 у Wayback Machine.]
    - Повстанці [Архівовано 23 серпня 2011 у Wayback Machine.]
    - Червоні [Архівовано 17 травня 2008 у Wayback Machine.]
    - Варатас [Архівовано 10 червня 2010 у Wayback Machine.]

  - Супер Регбі (Нова Зеландія) [Архівовано 30 березня 2010 у Wayback Machine.]
    - Сині
    - Чіфс [Архівовано 19 лютого 2011 у Wayback Machine.]
    - Крусейдерз[недоступне посилання з липня 2019]
    - Хайлендерс[недоступне посилання з липня 2019]
    - Урагани[недоступне посилання з липня 2019]

  - Супер Регбі (Південна Африка) [Архівовано 31 серпня 2011 у Wayback Machine.]
    - Бики [Архівовано 14 грудня 2019 у Wayback Machine.]
    - Гепарди [Архівовано 17 січня 2011 у Wayback Machine.]
    - Леви [Архівовано 4 квітня 2001 у Wayback Machine.]
    - Акули [Архівовано 24 квітня 2013 у Wayback Machine.]
    - Стормерс [Архівовано 11 серпня 2011 у Wayback Machine.]